# سنترال بارك (مسلسل)
سنترال بارك (بالإنجليزية: Central Park )‏ هو مسلسل رسوم متحركة للكبار أمريكي من تأليف لورين بوشار، شارك في المسلسل كريستين بيل، دافييد ديجز، كاثرين هان وليزلي أودوم جونيور. صدر الموسم الأول من المسلسل على منصة أبل تي في + في 29 مايو 2020.